# 10056 Johnschroer
10056 Johnschroer eller 1988 BX3 är en asteroid i huvudbältet som upptäcktes den 19 januari 1988 av den belgiske astronomen Henri Debehogne vid La Silla-observatoriet. Den är uppkallad efter John A. Schroer IV.
Asteroiden har en diameter på ungefär 4 kilometer och den tillhör asteroidgruppen Vesta.